# جرونیمو د جیزز
جرونیمو د جیزز (به اسپانیایی: Jerónimo de Jesús de Castro) (تولد نامشخص، مرگ ۶ سپتامبر ۱۶۰۱) یک کشیش مسیحی از فرقه فرانسیسکن بود که در آغاز دوره ادو در ژاپن به عنوان مبلغ مسیحی فعالیت می‌کرد. وی در پرتغال زاده شده بود ولی به نمایندگی از کشور اسپانیا فعالیت مذهبی می‌کرد. وی در سال ۱۵۹۴ به بندر هیرادو وارد شد و سپس در ناگاساکی و کیوتو به تبلیغ مسیحیت پرداخت. در سال ۱۵۹۷ پس از واقعه معروف به ۲۶ شهید ژاپن که به دستور تویوتومی هیده‌یوشی انجام شد، یک بار از ژاپن اخراج شد و به مانیل در فیلیپین رفت اما در سال ۱۵۹۸ بار دیگر پنهانی به ژاپن برگشت. پس از مرگ هیده‌یوشی با توکوگاوا ایه‌یاسو که در ژاپن قدرت را در دست گرفته بود در ارتباط درآمد.
ایه‌یاسو که قصد گسترش تجارت با فیلیپین و برزیل را داشت از این ارتباط استقبال کرد.ایه‌یاسو در سال ۱۵۹۹ با ساخت کلیسا در ادو موافقت شد و جرونیمو جیزز در گسترش مسیحیت در منطقه شرق ژاپن نقش بزرگی را ایفا کرد. همچنین وی به خواسته ایه‌یاسو مبنی به گسترش تجارت توجه نشان داده و در سال ۱۶۰۰ به مانیل برگشت و نقش میانجی را میان دو کشور ایفا کرد. وی سال بعد به ژاپن برگشت اما در اثر بیماری در کیوتو درگذشت.